# Hans-Bernd Harder
Hans-Bernd Harder (* 16. Juni 1934 in Hamburg; † 30. Oktober 1996 in Moskau), Sohn von Johannes Harder, war ein deutscher Slawist.
Harder studierte an den Universitäten Marburg, Berlin und Frankfurt Slawische Philologie, Germanistik, Osteuropäische Geschichte und Philosophie. 1961 wurde er, betreut von Alfred Rammelmeyer, mit einer Studie zur russischen klassizistischen Tragödie zwischen 1747 und 1765 promoviert. Er habilitierte sich mit einer Arbeit über „Schiller in Russland“ 1966 in Frankfurt. 1967 wurde er bereits nach Marburg berufen und lehrte dort bis zu seinem Tod. Er starb während einer Exkursion mit Studierenden.
Harder war von 1984 bis 1996 Vorsitzender der Brüder Grimm-Gesellschaft in Kassel. In seiner Amtszeit wurde die Ausstellung zu den 200. Geburtstagen der Brüder Grimm 1985/86 in Marburg und Kassel organisiert.

## Schriften
- Studien zur Geschichte der russischen klassizistischen Tragödie 1747–1769, Harrassowitz, Wiesbaden 1962 (zugleich: Frankfurt, Univ., Diss.).
- Schiller in Russland. Materialien zu einer Wirkungsgeschichte 1789–1814, Gehlen, Bad Homburg v.d.H./Berlin/Zürich 1969 (zugleich: Frankfurt, Univ., Habil.-Schr.).
- mit Ekkehard Kaufmann: Bilanz einer Reform. Denkschrift zum 450jährigen Bestehen der Philipps-Universität zu Marburg, Hochschulverband, Bonn-Bad Godesberg 1977.
- mit Hans Rothe (Hrsg.): Studien zu Literatur und Aufklärung in Osteuropa. Aus Anlass des VIII. Internationalen Slavistenkongresses in Zagreb, Schmitz, Gießen 1978.
- mit Hans Rothe (Hrsg.): Studien zu Literatur und Kultur in Osteuropa. Bonner Beiträge zum 9. Internationalen Slawistenkongress in Kiew. Böhlau, Köln/Wien 1983 (= Bausteine zur Geschichte der Literatur bei den Slaven, Bd. 18), ISBN 3-412-02083-4.
- (Hrsg.): Festschrift für Wolfgang Gesemann. 3 Bde., Hieronymus, Neuried 1986, ISBN 3-88893-053-7.
- mit Sergej Dorzweiler (Hrsg.): Beiträge zum Internationalen Pasternak-Kongress 1991 in Marburg, Sagner, München 1993, ISBN 3-87690-463-3.
- mit Hans Lemberg (Hrsg.): Serbische Heldenlieder. Lang, Frankfurt a. M. u. a. 1996, ISBN 978-3-87690-627-0.
- Johann Gottfried Herder – ein Zeuge der deutschen Klassik aus dem Lande Preußen, hrsg. von Hans Rothe, Lang, Frankfurt a. M. u. a. 2000, ISBN 3-631-37165-9.